# Oh! Yeah!
「Oh! Yeah! ⁄ ラブ・ストーリーは突然に」（オー・イェー / ラブ・ストーリーはとつぜんに）は、1991年2月6日に発売された小田和正の通算6作目のシングル。発売元はファンハウス。

## 解説
本作は「ラブ・ストーリーは突然に」との両A面扱いでのリリース。オリコンをはじめとする表記上、「Oh! Yeah!」と「ラブ・ストーリーは突然に」の両A面シングルとされているが、発売前は「Oh! Yeah!」の単独A面であった。「ラブ・ストーリーは突然に」をメインにして売り出したいというファンハウス側の意向に対し、小田自身は「Oh! Yeah!」をメイン曲（1曲目）とすることを強く希望していた。この折衷案として、両A面シングル扱いとなった。両曲ともオリジナル・アルバム未収録で、同年リリースのベスト・アルバム『Oh! Yeah!』に収録。こちらもミリオンセラーとなった。以後、ベスト・アルバムに数回収録されている。
「Oh! Yeah!」は、第一生命のCMソングであり、「ラブ・ストーリーは突然に」は、フジテレビ系月9ドラマ『東京ラブストーリー』の主題歌に使用され、初回プレスの58万枚が発売1日で完売する。当時オリコン歴代1位の初動売上74万枚を記録して初登場1位を獲得し、当時オリコン史上最短の発売から2週目で100万枚突破を達成した。発売37日目の1991年3月14日には累計出荷枚数が200万枚を突破した。累計出荷枚数は270万枚に達し、当時日本のシングルCD史上最高のヒット作となった（オリコンによる売上枚数は累計258.8万枚）。1991年のオリコン年間シングル売上ランキングでも1位を獲得した。1991年3月18日のドラマ終了後も、2週に渡りオリコンシングルチャート1位にランクインした。ドラマ『東京ラブストーリー』のタイトルバックで何組もの男女のキスシーンをシルエットに流されるなど、小田の活動歴の中でも大きな転機となった。後に小田は、この作品のヒットについて「当時でも自分は十分オジさんだと思っていた。そんな歳になって、まさかあんなに大きなプレゼントを貰えるとは思ってもいなかった」と語っている。
「Oh! Yeah!」の プロモーションビデオの一部は第一生命のCM映像にも使われた。
シングルCDのジャケットは白を背景に、黒いタキシード姿の小田が、つま先立ちで背中を大きく反らせ叫んでいるブレた写真が使われ、そこに大きな赤い文字で曲名が入っているデザインとなっている。反対面も全く同じデザインで、曲名の文字だけが違っている。

## 収録曲
作詞・作曲・編曲：小田和正
1. Oh! Yeah!  –  (4:50)
2. ラブ・ストーリーは突然に  –  (4:55)

## カバー

### Oh! Yeah!
- レオン・ライ - 1991年のアルバム『是愛是緣』収録。広東語の歌詞でタイトルは「Oh！夜」。

### ラブ・ストーリーは突然に
- イーキン・チェン - 1993年のアルバム『On Stage』収録。広東語の歌詞でタイトルは「廿世紀的戀人們」。
- DEEP - 2013年のアルバム『DEEP BEST』にボーナス・トラックとして収録。
- Lyrical Lily[メンバー 1] - 2023年のアルバム『D4DJ Groovy Mix カバートラックス vol.7』収録。
- アーリャ（上坂すみれ） - テレビアニメ『時々ボソッとロシア語でデレる隣のアーリャさん』第7話エンディングテーマ。

### ユニットメンバー
1. ↑  桜田美夢（反田葉月）、春日春奈（進藤あまね）、白鳥胡桃（深川瑠華）、竹下みいこ（渡瀬結月）